# 473-й отдельный батальон связи
473-й отдельный батальон связи — воинское подразделение в  вооружённых силах СССР во время Великой Отечественной войны.

## История
Сформирован в августе 1940 года вместе с управлением 29-го Литовского стрелкового корпуса
В составе действующей армии с 22 июня 1941 по 1 сентября 1941 года.
На 22 июня 1941 года дислоцировался в районе Вильнюса, являясь корпусным батальоном связи 29-го стрелкового корпуса 1-го формирования
Повторил боевой путь корпуса, с 1 сентября 1941 года в боях не был, расформирован вместе с управлением 23 сентября 1941 года.